# Tekeze
Tekeze är ett periodiskt vattendrag i Etiopien. Det ligger i regionen Tigray, i den norra delen av landet, 500 km norr om huvudstaden Addis Abeba.